# Roberta Del Core
Roberta Del Core (Bari, 23 agosto 1964) è un'ex canottiera italiana.

## Biografia
Nata a Bari nel 1964, a 19 anni ha preso parte ai Giochi olimpici di Los Angeles 1984, come timoniera nel quattro di coppia, insieme ad Alessandra Borio, Antonella Corazza (in sostituzione di Paola Grizzetti), Raffaella Memo e Donata Minorati, chiudendo in sesta posizione con il tempo di 3'21"48.